# St. Martin (Mackenrode)

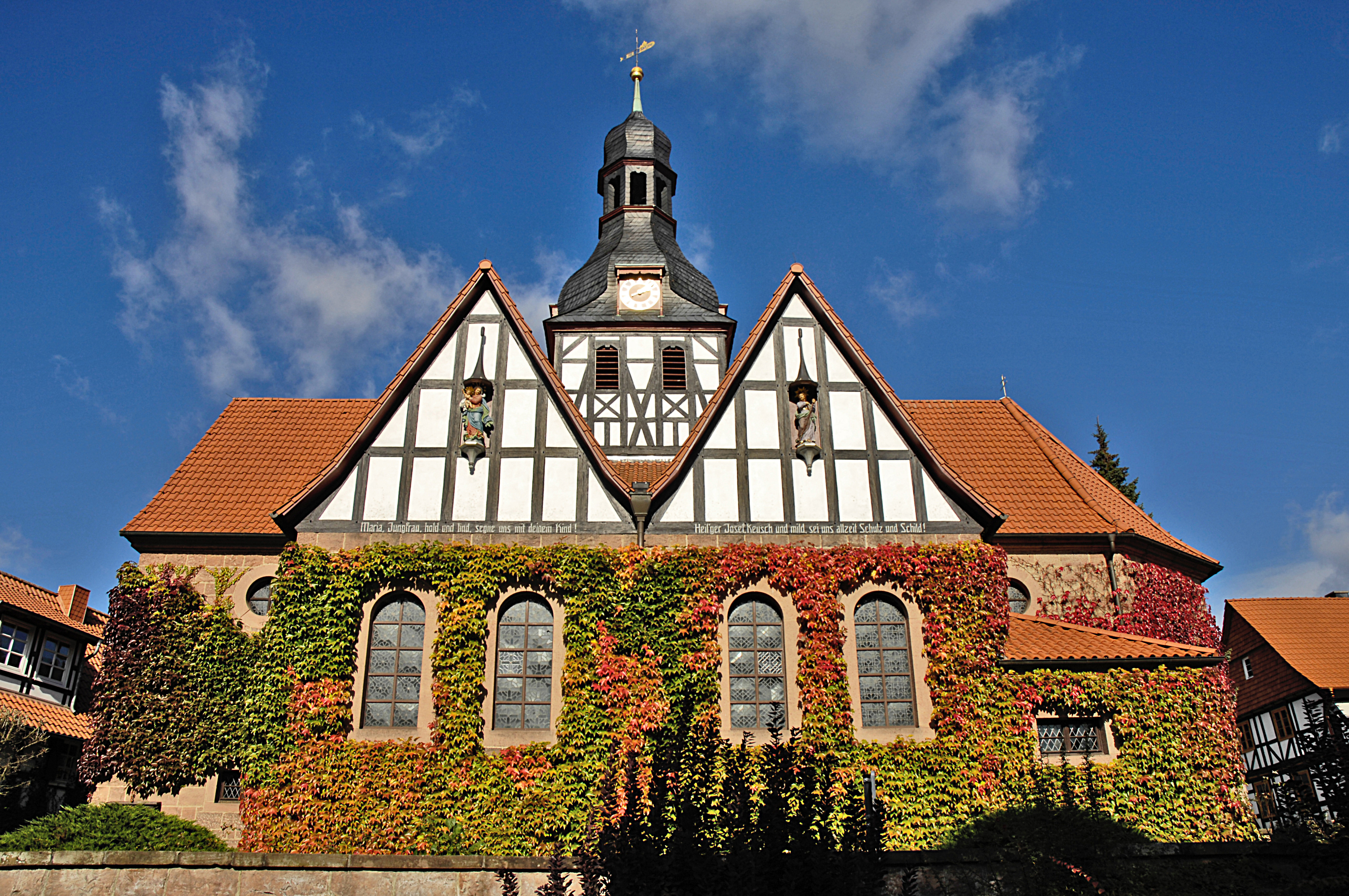
Kirche St. Martin

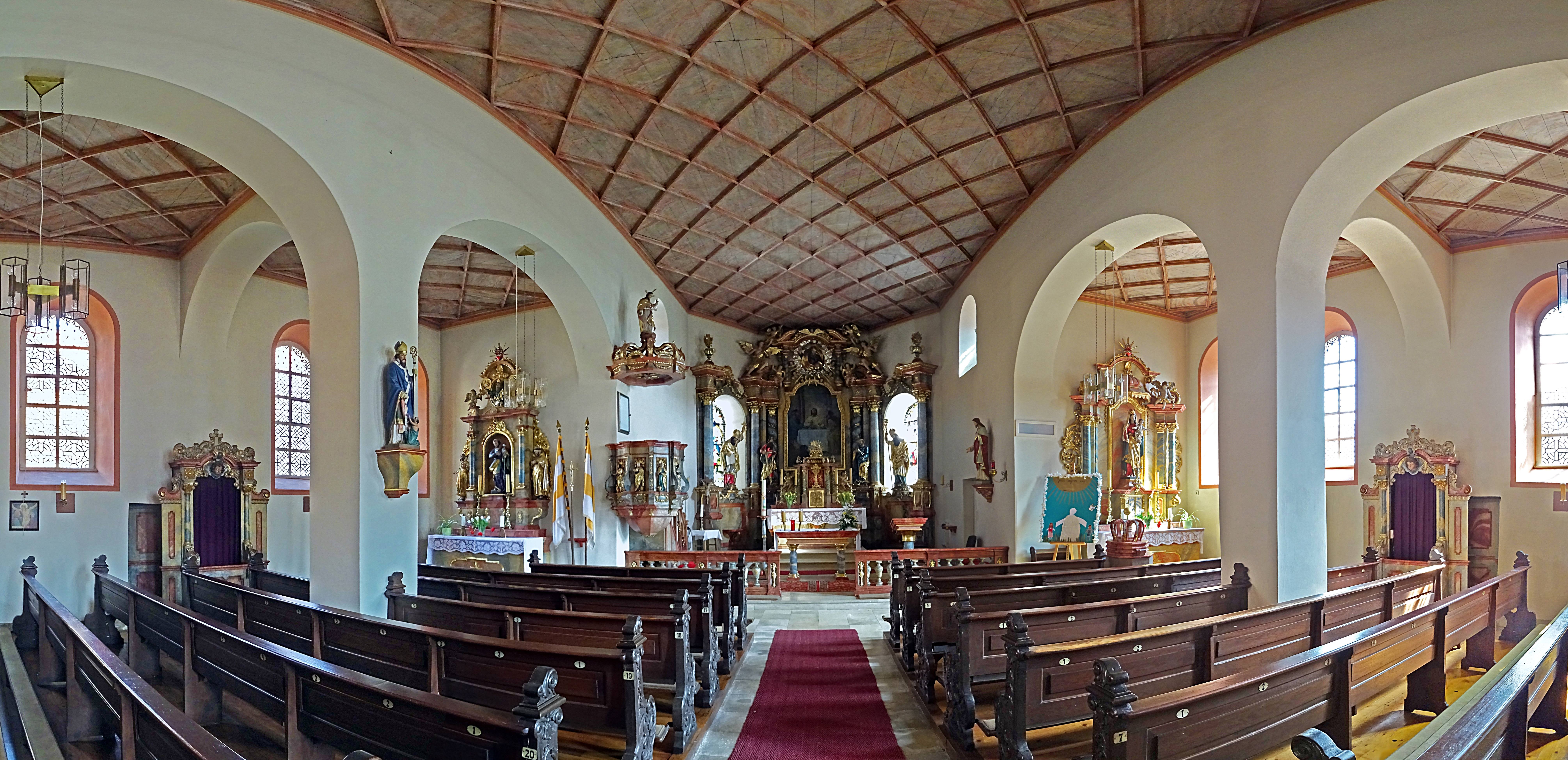
Innenraum-Panorama

Die römisch-katholische Filialkirche St. Martin steht im Ortsteil Mackenrode der Landgemeinde Uder im thüringischen Landkreis Eichsfeld. Sie ist Filialkirche der Pfarrei St. Jakobus der Ältere Uder im Dekanat Heiligenstadt des Bistums Erfurt. Sie trägt das Patrozinium des heiligen Martin von Tours.

## Geschichte
Die Kirche wurde 1787 erbaut, obwohl der Ort damals seelsorgerisch von Wüstheuterode betreut und erst 1799 eine eigene Pfarrei wurde. Als die Kirche 1929 grundsaniert wurde, sorgte der damalige Pfarrer Knoch dafür, dass auf der Nord- und Südseite je zwei Fachwerkgiebel angebaut wurden. Daher steht der Turm nun mittig zwischen diesen.

## Ausstattung

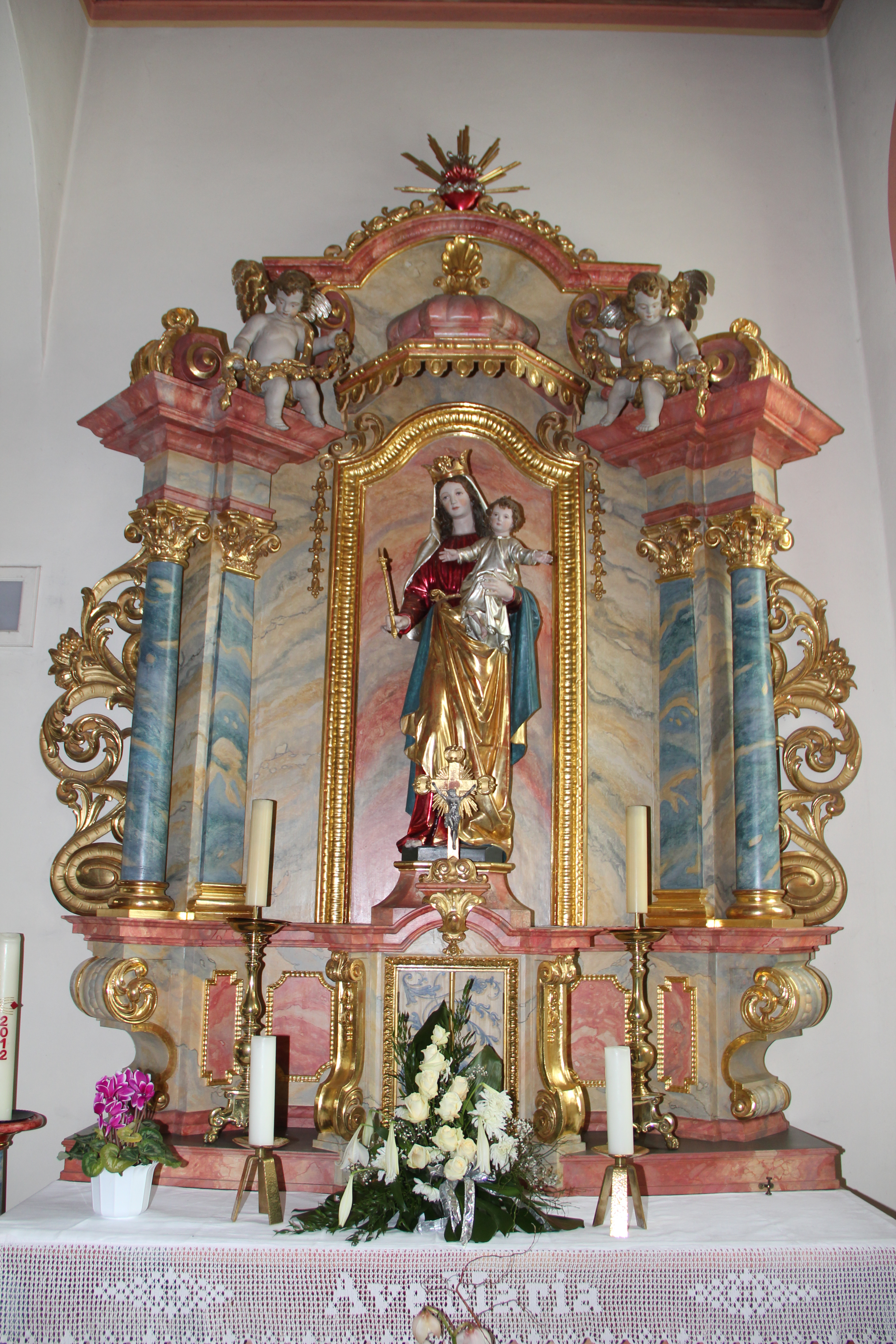
Seitenaltar

Die Kirche besitzt einen Hochaltar, ein Kunstwerk im bayerischen Barock aus dem 17. Jahrhundert. Auch die zwei Seitenaltäre sind Vertreter dieser Qualität.

## Orgel

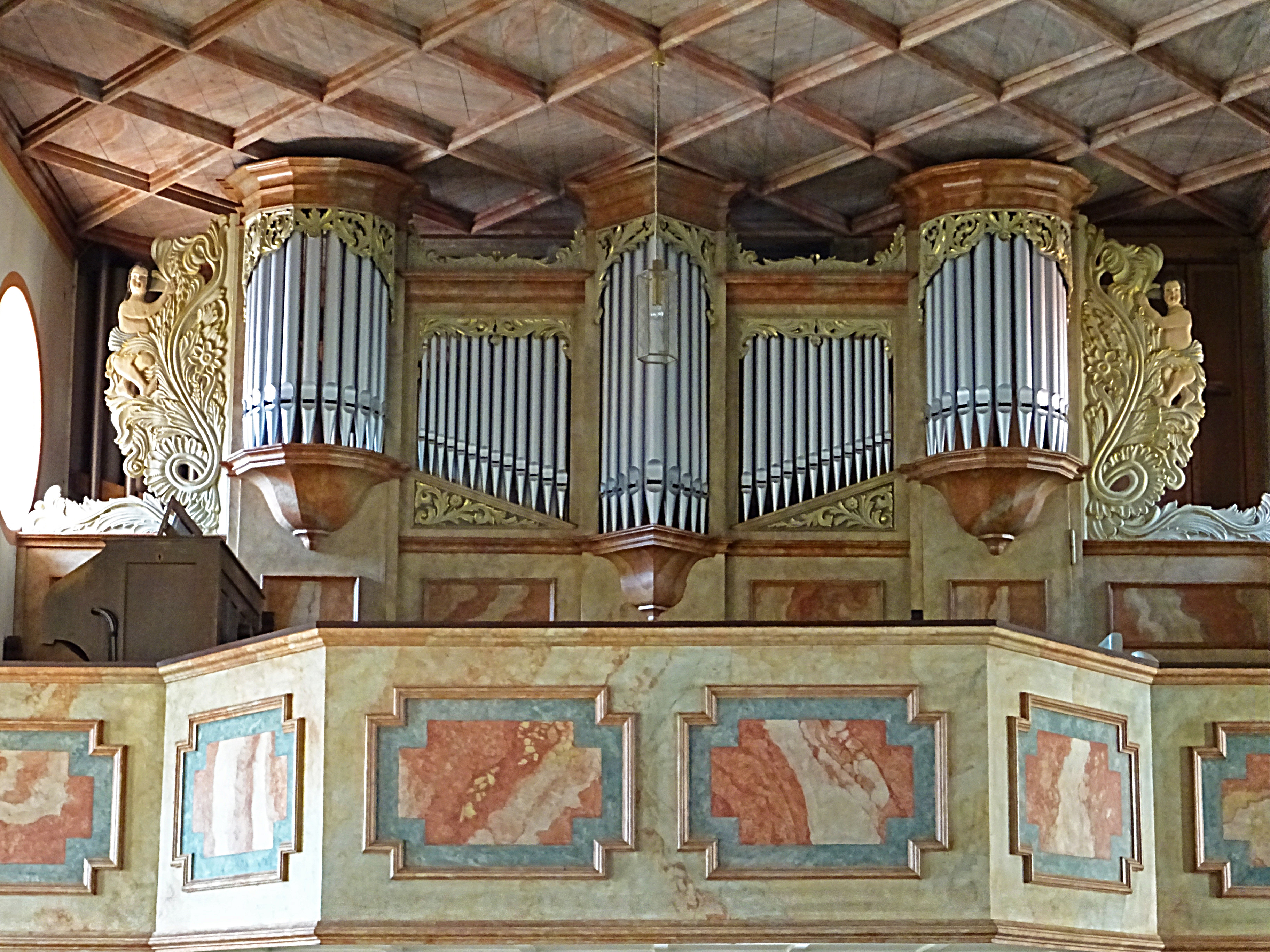
Orgel der Gebrüder Krell (1939)

Die Orgel wurde von den Gebrüdern Krell 1938/39 erbaut. Sie besitzt pneumatische Kegelladen, zwei Manuale und Pedal mit 15 Stimmen. Im Jahr 2000 wurde sie von Karl Brode aus Heiligenstadt restauriert.